# Грейт-Баррингтонская декларация
Грейт-Баррингтонская декларация — открытое послание, написанное и подписанное в Американском институте экономических исследований в Грейт-Баррингтоне, штат Массачусетс, 4 октября 2020 года. Декларация отстаивает «альтернативный подход общественного здравоохранения» к пандемии COVID-19, который включает «целенаправленную защиту» тех, кто подвергается наибольшему риску, и стремится избежать или минимизировать «социальный вред» изоляции.

## Содержание декларации
Авторы декларации призывают к тому, чтобы не ограничивать распространение эпидемии, отказаться от практики введения карантинов, локдаунов и прочих ограничений и вернуться к нормальному образу жизни, таким образом дать всем, кто не принадлежит к группам риска, переболеть COVID-19 естественным путем для достижения коллективного иммунитета. Авторы призывают к тому, чтобы человечество прошло через естественную массовую иммунизацию
Письмо подписано международной группой ученых. Оно призывает правительства всего мира отказаться от стратегий, подавляющих вирус, до тех пор, пока мы не сможем лучше справляться — с помощью работающих программ тестирования и отслеживания, новых методов лечения, вакцин и т. д. — в пользу радикально другого подхода.

## Авторы

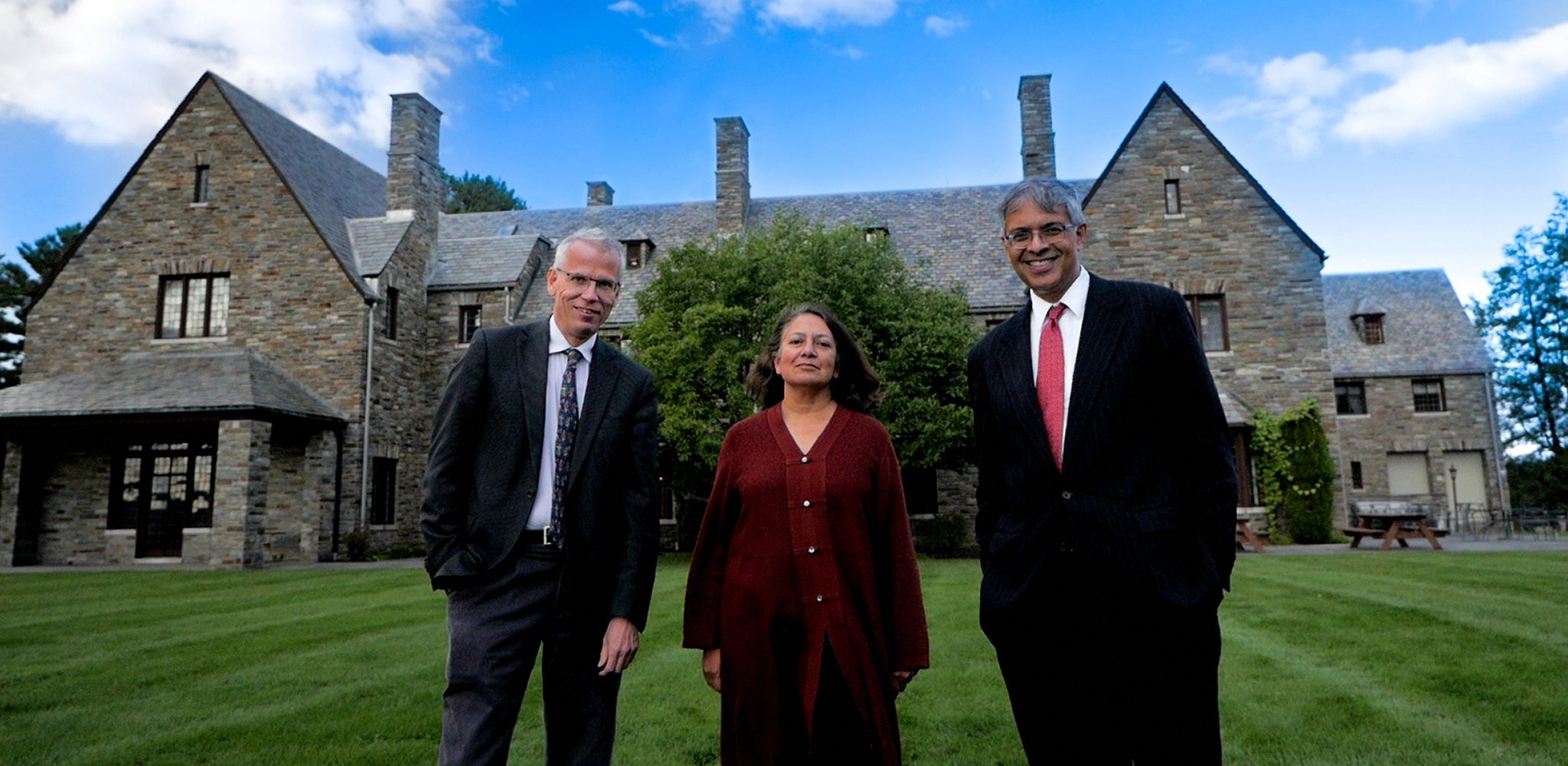
Авторы Грейт-Баррингтонской декларации. Слева направо: Мартин Куллдорф, Сунетра Гупта, Джей Бхаттачарья

Основной автор декларации — эпидемиолог факультета зоологии Оксфордского университета Сунетра Гупта. В первую очередь она известна как последовательный критик стратегии борьбы с вирусом путём широких ограничительных мер. В марте 2020 года опубликовала вместе со своими коллегами математическую модель, согласно которой примерно 70% людей уже переболели COVID-19, в связи с чем можно говорить о возникновении коллективного иммунитета к вирусу и отмене ограничительных мер. Несмотря на активное развитие пандемии в последующие месяцы, показавшие несостоятельность данной теории, она не изменила своих убеждений. В сентябре 2020 года группа Гупты опубликовала исследование, в котором утверждалось, что порог достижения коллективного иммунитета ниже ожидаемого из-за ранее существовавшего иммунитета у населения.
Вторым автором текста является Джей Бхаттачарья, профессор медицины, специализирующийся на экономике здравоохранения. Он стал соавтором статьи в The Wall Street Journal под названием «Является ли коронавирус столь смертоносным, как они говорят?» (англ. Is the Coronavirus as Deadly as They Say?) и был ведущим автором серологического исследования, опубликованного в апреле, из которого следовало, что до 80 000 жителей округа Санта-Клара, штат Калифорния, уже были инфицированы. Изучение и проведение исследования вызвали широкую критику.
Третий автор — Мартин Куллдорф, профессор медицины и биостатистик. Является противником введения строгих ограничительных мер для борьбы с вирусом, выступает в поддержку шведской стратегии борьбы с COVID-19. Вместе с Бхаттачарьей он написал редакционную статью в The Wall Street Journal, в которой аргументированно выступил против тестирования молодых и здоровых людей на SARS-CoV-2.

## Критика и отклики
Всемирная организация здравоохранения и многочисленные академические учреждения, а также органы общественного здравоохранения заявили, что предлагаемая стратегия опасна, неэтична и не имеет прочной научной основы. Генеральный директор ВОЗ Тедрос Аданом Гебреисус на брифинге для прессы 12 октября 2020 года предостерегал от идеи позволить вирусу распространиться для достижения коллективного иммунитета, назвав это понятие «неэтичным».
Он сказал: «Коллективный иммунитет — это концепция, используемая для вакцинации, при которой население может быть защищено от определённого вируса, если будет достигнут порог вакцинации. Коллективный иммунитет достигается путем защиты людей от вируса, а не путем воздействия на них». Тедрос сказал, что «попытка добиться коллективного иммунитета, позволив вирусу бесконтрольно распространяться, научно и этически проблематична», особенно с учётом того, что долгосрочные последствия болезни до сих пор полностью не изучены. Он сказал, что, хотя «в последнее время велась некоторая дискуссия о концепции достижения так называемого „коллективного иммунитета“,.. никогда в истории общественного здравоохранения коллективный иммунитет не использовался в качестве стратегии реагирования на вспышки, не говоря уже о пандемии».
Американская ассоциация общественного здравоохранения, а также несколько других американских научных организаций в области здравоохранения предупредили в совместном открытом письме: «[Декларация] не является стратегией, это политическое заявление. В ней игнорируется серьёзный опыт общественного здравоохранения и она опирается на разочарованное население. Вместо того, чтобы продавать ложную надежду, которая приведет к негативным результатам, мы должны сосредоточиться на том, как управлять этой пандемией безопасным, ответственным и справедливым образом». В письме также было упомянуто о том, что в декларации игнорируется серьёзный опыт общественного здравоохранения.
Декларация не учитывает эффект осложнений от коронавируса, который возникает у значительного числа переболевших инфекцией COVID-19.
Доктор Фаучи, ведущий специалист в США по инфекционным заболеваниям заявил, что следование идеям декларации приведёт к множеству смертей.
Меморандум Джона Сноу, текст которого был опубликован одновременно в журнале The Lancet и на специализированном сайте www.johnsnowmemo.com, построенный на основе материала журнала, представляет собой реакцию 80 исследователей, осуждающих Грейт-Баррингтонскую декларацию и её подход к коллективному иммунитету. Название документа взято в честь Джона Сноу, эпидемиолога, работавшего в период вспышки холеры на Брод-стрит в 1854 году, в нём говорится, что идея коллективного иммунитета является «опасным заблуждением, не подтверждённым научными данными».
Майкл Хед, исследователь из Саутгемптонского университета, считает, что декларация основана на ложной предпосылке, что правительства и научное сообщество хотят обширных блокировок до тех пор, пока не появится вакцина.
Джеймс Нейсмит, профессор структурной биологии Оксфордского университета, считает, что учёные рискуют совершить ту же ошибку, что и при тестировании и отслеживании: легко описать то, на что они надеются, но получить — это другое дело.
Джонатан Рид, биостатистик из Университета Ланкастера и член подгруппы моделирования Sage, разделяет опасения. Он отметил, что защита уязвимых была частью политики Великобритании с самого начала карантина. Смерти пожилых людей и других лиц из групп повышенного риска в домах престарелых и от инфекций в сообществе даже после введения карантина в марте свидетельствуют о том, что политика, полностью основанная на сегрегации общества, не сработает.
Уильям Хазелтин, бывший профессор Гарвардской медицинской школы и основатель Гарвардского исследовательского отдела рака и ВИЧ/СПИДа, сказал CNN, что если позволить вирусу распространяться, то можно ожидать смерти от 2 до 6 миллионов человек.